# Småborgerlig
Småborgerlig eller småborgerlighed er begreberne for de politisk-ideologiske og værdimæssige holdninger i småborgerskabet. Småborgerskabet stammer fra marxistisk terminologi, som en social kategorisering af klassen bestående af små butiksejere, småbønder og selvstændige håndværkere midt imellem de to hovedklasser, kapitalisterne og arbejderklassen. Klassen skiller sig økonomisk-socialt fra proletariatet, som udelukkende er afhængige af salget af deres arbejdskraft. Og småborgerskabet skiller sig fra kapitalistklassens højborgerskab, der defineres som "bourgeoiser", fordi de ejer produktionsmidler og tjener penge ved at købe arbejdskraft til at arbejde for sig (skabe merværdi).  
Selv om den lille småborger altså kan købe andres arbejdskraft (håndværkere og arbejdsmænd), arbejder han også selv med i produktionen (butikken eller værkstedet), typisk sammen med (få) ansatte. 

## Begrebet
På engelsk omtalte Marx dem som Petite_Bourgeoisie, (tysk ”kleinbürger”, fransk ”petit bourgois” eller populært og nedvurderende på engelsk ”petty bourgois”). 
Klassen er politisk og økonomisk klemt, fordi småborgerne stræber mod social og statusmæssig opstigning til borgerskabet, hvis moral småborgerne søger at identificere sig med og efterligner, men ofte deler de livsbetingelser med den arbejderklasse, de stammer fra. Den materielle basis for småborgeren var ejerskabet til eget hus, værksted, butik eller jordlod. Ejendomsretten gav mulighed for at drive erhverv, og var bestemmende for småborgerens økonomiske, juridiske og moralske situation. I småborgerens forsvar for sin ejendom og ønske om social opstigning opstod så også en sikkerhedstænkning, som styrer småborgerens værdier, holdninger og kultur. Den sikkerhedstænkning betyder politiske holdninger, som læner mod den bestående orden (kapitalismen), og til modsætninger mod en arbejderklasse, som kollektivt kræver bedre vilkår, og det strider mod småborgernes interesser. 
I store krisetider føler småborgerne sig særligt klemt, har det ført dem ud i politisk opportunisme og yderpositioner som fascisme og nazisme og det har været et særlligt tema for kritik af det autoritetstro (se Wilhelm Reich)

### Dobbelttydigt og normativt
Mens småborgerskab er en anerkendt (objektiv) social kategorisering i samfundsvidenskaben, er småborgerlig og småborgerlighed (normative) begreber, der beskriver gruppens politisk-  økonomiske og værdimæssige-moralske kendetegn. Og da disse kendetegn (politisk) kan fortolkes forskelligt og tvetydigt - henholdsvis positivt som samfundsbevarende og nedvurderende som asociale - er begreberne konfliktuelle. Samfundsforskere og historikere har holdt sig tilbage med at forske i begrebet, fordi det kan beskyldes for at at være moraliserende og fordømmende eller ligefrem spottende som skældsord. Begrebet ”fattigfin” (se snob) er således også et begreb, der knyttes til småborgerens wonna-be forsøg på at fremstå som tilhørende en højere (borger-) klasse end man faktisk gør.   
Har småborgeren og småborgerligheden været et bitema i samfundsvidenskaben og hos historikere, så kan man finde det i kulturprodukter. Der er mange typiske småborgerlige karakterer (ofte komiske) hos forfattere som Gustav Wied over Morten Korch, Hans Scherfig til Finn Søeborg og Leif Panduro. Eller i populære film som Matador eller Olsen Banden (Yvonne).  
I politiske eller (marxistiske) ideologikritiske analyser har det småborgerlige element på samme måde været et bitema under ”den borgerlige offentlighed” . Det er også brugt i politiske analyser til karakteristik af populisme i fx Fremskridtspartiet / Dansk Folkeparti.  
På dansk har journalisten og sociologen Jørgen Øllgaard med inspiration fra især tysk småborgerforskning forsøgt nærmere indkredsning af begrebernes indhold på dansk. Han konstaterer, at den danske småborgerlighed historisk er præget af det særligt danske, nemlig bondekulturen til forskel fra Tyskland og Englands industrikultur. 
Han skelner mellem den klassiske småborgerlighed og den moderne.  

## Den klassiske småborger
Den klassiske småborgerlighed sammenfattes som min disciplin, mit hus, min familie, mit kvarter, min orden – og de andres politik. 
Småborgeren selvforståelse er at kunne sikre sin eksistens gennem hårdt arbejde, (selv-) disciplin og sparsommelighed (nøjsomhedens kaldsetik). Den sociale ramme er familien, som er rammen for normalitet og social tilpasning. Verdensforståelsen er nær, provinsiel og lokalistisk, for verden ikke er større end det kan ses fra kirketårnet (tysk Kirchturm-denken (Schilling p.105, Schilling p.155)). Småborgerens har en fast norm- og moraldannelse, så normer er snævert konventionelle, indiskutable og selvfølgelige, og småborgerens selvopfattelse er da også at være ”normaliteten” på den gyldne middelvej. Hvad angår det politiske, så er småborgeren liberal og støtter kapitalismen som system, selv om han nogle gange synes, at systemet ikke behandler ham efter fortjeneste.

## Den moderne småborger: Parcelhusejeren
Mens den klassiske småborger defineres gennem sit ejerskab til værksted, butik eller jordlod, så definerer Øllgaard den moderne småborger som ejeren af den nyere tids bolig, parcelhuset.  Parcelhusejeren er lønarbejder, men ejerskabet til parcelhuset styrer præferencer og interesser. 
Parcelhusmaterialismen skaber et småborgerligt ”udestueperspektiv”.  Parcelhuset i forstaden (se bogen Paradisvænget) er indbegrebet på og ejerens status iscenesættes gennem familiens forbrug (Bourdieau s.165-169, Meclenburg s.181). Hvad angår politiske holdning viser vælgerundersøgelser, at næsten to ud af tre parcelhusejere stemmer på borgerligt. 
Ligesom den klassiske småborger mødes den moderne med spot og moralisme i skønlitterære beskrivelser. ”Ligusterfascisme" lød skældsordet på livsformen og mentaliteten fra kulturradikale og ungdomsoprørere efter ’68, som dog blev modsagt af boligforskere, der kalder forstadslivet og parcelhuset en suveræn boligform (Kraul s.40).